# Amnesty International
Amnesty International (известная также как Amnesty, AI, Международная амнистия, МА, «Эмнести») — международная неправительственная организация, основанная в Великобритании в 1961 году, которая ставит своей целью «предпринимать исследования и действия, направленные на предупреждение и прекращение нарушений прав на физическую и психологическую неприкосновенность, на свободу совести и самовыражения, на свободу от дискриминации в контексте своей работы по продвижению прав человека».
В 2013 году Amnesty International являлась всемирной организацией, которая насчитывала около семи миллионов сторонников почти в каждой стране и регионе мира, включая более двух миллионов членов и более пяти миллионов активистов.
Организация привлекает внимание к нарушениям прав человека и выступает за соблюдение международных стандартов. В её задачи входит мобилизация общественности в целях оказания давления на лиц, нарушающих права человека. За свою работу Amnesty International удостоена Нобелевской премии мира, а также премии ООН в области прав человека. Организация получила Нобелевскую премию в области защиты прав человека.

## Зарождение организации (1961—1979 гг.)
Amnesty International основана в июле 1961 года в Лондоне английским юристом Питером Бененсоном. По его собственным словам, 19 ноября 1960 года он ехал в лондонском метро, когда в газете ему попалась статья о двух португальских студентах (Ивоне Диаш Лоренсу и Роланду Вердиала), которых приговорили к семи годам лишения свободы за то, что они подняли тост за свободу. Позже, в известной статье под заголовком «Забытые узники», Бененсон так описал свою реакцию: «В любой день, открыв газету, вы найдёте рассказ о том, что кого-то где-то заключили в тюрьму, пытали или казнили только за то, что его мнение оказалось неприемлемым для властей. […] Читатель испытывает тошнотворное чувство бессилия. Между тем, если отвращение многих людей объединить в единый порыв, можно многого добиться». Бененсон и его друг Эрик Бейкер, посоветовавшись с другими писателями, учёными и юристами, написали письмо Луису Блом-Куперу, который передал его редактору газеты «The Observer» Дэвиду Астору.
28 мая 1961 года издание опубликовало статью Бененсона «Забытые узники». Материал привлёк внимание читателей к положению людей, которых «заключили в тюрьму, пытали или казнили только за то, что их мнение или религиозные убеждения оказались неприемлемы для властей», иными словами — к нарушению правительствами статей 18 и 19 Всеобщей декларации прав человека. В статье говорилось, что подобные нарушения носят глобальный характер и происходят в условиях ущемления свободы прессы, права на политическую оппозицию и своевременное и открытое разбирательство в беспристрастных судах, а также права на убежище. Публикация ознаменовала начало кампании «Appeal for Amnesty 1961» (Кампания за амнистию — 1961). Её цель заключалась в оперативной мобилизации широкого общественного мнения в защиту лиц, которых Бененсон назвал «узниками совести». Обращение «Appeal for Amnesty 1961» продублировало множество международных газет. В том же году вышла в свет книга Бененсона под названием «Persecution 1961» (Преследование — 1961), в которой рассказывалось о нескольких узниках совести. Изучение их дел и подбор материалов осуществили Бененсон и Бейкер. В июле 1961 года руководство решило, что обращение составит основу работы постоянно действующей организации.
30 сентября 1962 года она получила официальное название Amnesty International (в период между началом кампании «Appeal for Amnesty 1961» и сентябрём 1962 года организация называлась просто Amnesty (Амнистия)).
Инициатива, начавшаяся с краткого обращения, вскоре переросла в международное движение, цель которого — защищать лиц, лишённых свободы за мирное выражение мнения, и гарантировать признание статей 18 и 19 ВДПЧ во всём мире. Со дня основания Amnesty International исследовательская работа и кампании заняли прочное место в её деятельности. Организация создала библиотеку документов об узниках совести и сеть местных групп под названием «THREES» (Тройки). Любая из групп занималась делами трёх узников, каждый из которых представлял один из основных идеологических лагерей мира: коммунистический, капиталистический и лагерь развивающихся стран.
К середине 1960-х годов расширилось глобальное присутствие Amnesty International, и организация учредила Международный секретариат и Международный исполнительный комитет. Эти органы создавались для руководства национальными подразделениями Amnesty International, то есть секциями, которые появились в ряде стран. Международное движение стало согласовывать основополагающие принципы и методы своей работы. Например, когда встал вопрос о том, заниматься ли делами узников, пропагандирующих насилие (таких как Нельсон Мандела), движение единодушно согласилось, что узниками совести таких заключённых признать нельзя. Сфера деятельности Amnesty International расширялась, и помимо создания библиотеки и работы групп, организация стала оказывать помощь родственникам заключённых, направлять наблюдателей на судебные процессы, делать представления в правительства и помогать заключённым в поисках убежища или трудоустройства за рубежом. Деятельность AI и её влияние крепло и в межправительственных организациях: ещё до конца 1960-х годов она получила статус консультанта при ООН, а также при Совете Европы и ЮНЕСКО.
В 1970-е годы флагманами Amnesty International были Шон Макбрайд и Мартин Энналс. Организация продолжала защищать узников совести и одновременно расширяла сферу деятельности, в которую вошли проблемы «справедливости судебного разбирательства» и противодействия длительным срокам содержания под стражей без передачи дел в суд (статья 9 ВДПЧ), особенно вопросам недопущения пыток в отношении заключённых (статья 5 ВДПЧ). По мнению Amnesty International, власти применяют пытки к заключённым в целях получения от них информации или подавления инакомыслия посредством устрашения, либо того и другого. Кроме того, организацию беспокоил «экспорт» некоторых особо изощрённых видов пыток и оборудования, а также обучение «государств-заказчиков» методам их использования.
Amnesty International проанализировала информацию из стран, откуда сообщения о пытках, по-видимому, поступали чаще всего, и провела международную конференцию, посвящённую проблеме пыток. Организация стремилась повлиять на общественное мнение и тем самым оказать давление на правительства, организовав кампанию «За ликвидацию пыток», которая продолжалась несколько лет.
Количество членов Amnesty International выросло с 15 000 человек в 1969 году до 200 000 к 1979. Благодаря увеличению ресурсов организация получила возможность вынести свою деятельность «за пределы тюремных застенков», приступив к работе по «исчезновениям», смертной казни и правам беженцев. Организация впервые применила новый метод работы — акцию срочной помощи, нацеленную на оперативную мобилизацию её членов. Первая акция была опубликована 19 марта 1973 года в защиту Луиса Базилио Росси, бразильского учёного, арестованного по политическим мотивам.
На межправительственном уровне Amnesty International добивалась применения Минимальных стандартных правил обращения с заключёнными и действующих гуманитарных конвенций, ратификации двух пактов ООН по правам человека (вступили в силу в 1976 году), а также сыграла решающую роль в принятии Резолюции ООН № 3059, которая официально осудила пытки и призвала правительства придерживаться действующих международных инструментов и положений, запрещающих подобную практику. В 1972 году организация получила статус консультанта при Межамериканской комиссии по правам человека.

## Организация в 1980—2010 гг.
К 1980 году правительства всё чаще критиковали Amnesty International, уже ставшую лауреатом Нобелевской премии мира и премии ООН в области прав человека. СССР обвинил организацию в шпионаже, правительство Марокко осудило её как защитника лиц, преступающих закон, а аргентинские власти запретили Годовой доклад-1983.
В 1980-х годах Amnesty International продолжала отстаивать права узников совести и бороться с пытками. В мире возникли новые проблемы, в том числе внесудебные казни; выдачи людей из одной страны в другую военными, спецслужбами и полицией; политические убийства и «исчезновения».
К концу десятилетия растущее число беженцев в мире стало весьма важной темой, вызывающей озабоченность Amnesty International. В то время многие беженцы в разных странах мира оказались перемещены из-за войн и голода. Вместе с тем, придерживаясь своего мандата, Amnesty International сосредоточила внимание на тех, кому пришлось спасаться бегством от нарушений прав человека, которые организация стремилась предотвратить. Amnesty International доказывала, что вместо того, чтобы вводить всё новые ограничения на допуск в страны просителей убежища, правительствам следует сосредоточиться на борьбе с нарушениями прав человека, которые вынуждают людей покидать родину.
Помимо второй по счёту кампании против пыток, имевшей место в первой половине десятилетия, ещё одной масштабной кампанией 1980-х годов стал тур «Human Rights Now!» (Даёшь права человека!). В нём приняли участие многие известные музыканты и группы того времени, которые выступали на концертах в честь 40-й годовщины принятия ВДПЧ.
В 1990-х годах Amnesty International под руководством Генерального секретаря Пьера Сане (уроженца Сенегала) продолжала развиваться. AI по-прежнему занималась широким спектром вопросов и не оставалась в стороне от мировых событий.
Amnesty International была вынуждена отреагировать на нарушения прав человека, происходящие в условиях разрастания вооружённых конфликтов в таких странах и регионах, как Ангола, Восточный Тимор, Персидский залив, Руанда, Сомали и бывшая Югославия. Организация не занимала какой-либо позиции в вопросе о том, следует ли поддерживать военное вмешательство извне в эти вооружённые конфликты. Она не отвергала (и не отвергает) необходимость применения силы, даже смертельной, и не требует от конфликтующих сторон сложить оружие. Но организация усомнилась в мотивах, стоящих за иностранным вмешательством и избирательностью международной кампании в том, что касается стратегических интересов государств, направляющих войска в зоны конфликтов. AI заявила, что своевременные действия необходимы для того, чтобы проблемы в области прав человека не обернулись катастрофой, и что как вмешательство, так и бездействие в равной мере говорят о несостоятельности международного сообщества.
В то же время Amnesty International активно добивалась признания всеобщности прав человека. Пятидесятилетие ВДПЧ ознаменовалось кампанией под названием «Get Up, Sign Up» (Встань и присоединись). В ходе кампании удалось собрать 13 миллионов подписей в поддержку декларации, а 10 декабря 1998 года (в День прав человека) в Париже состоялся концерт.
Amnesty International, в частности, обращала внимание на нарушения прав определённых категорий людей, в том числе беженцев, представителей расовых, этнических и религиозных меньшинств, женщин, а также казнённых и приговорённых к смертной казни. Доклад, посвящённый проблеме смертной казни «When the state kills» (Когда государство убивает) и кампания «Human Rights Are Women’s Rights» (Права человека — права женщин) сыграли ключевую роль в работе по этим проблемам. Как доклад, так и кампания доказали, что Amnesty International остаётся верной основополагающим принципам своей деятельности, освещая острые вопросы и организуя кампании.
На межправительственном уровне Amnesty International выступала за создание поста Верховного комиссара ООН по правам человека (учреждён в 1993 году) и Международного уголовного суда (учреждён в 2002 году).
После 2000 года Amnesty International включила в повестку дня вызовы, которые принесла с собой глобализация и последствия ударов по США 11 сентября 2001 года. Проблема глобализации вызвала значительные изменения в политике организации. Сфера её деятельности расширилась и теперь охватывала экономические, социальные и культурные права. Ранее организация отказывалась от работы в этом направлении. Amnesty International посчитала подобные изменения в работе крайне важными не только в связи с усилением принципа неделимости всех прав, который пропагандирует организация, но и по причине растущего влияния коммерческих предприятий и подрыва суверенности многих государств в результате глобализации.
После нападений 11 сентября Генеральный секретарь Amnesty International Айрин Кан сообщила о том, что некий высокопоставленный чиновник заявил делегатам организации: «Ваша роль сошла на нет с крушением нью-йоркских башен-близнецов». В течение нескольких лет после ударов по США отдельные положительные результаты, которых удалось добиться правозащитным организациям в предыдущие десятилетия, оказались подорваны. Amnesty International настаивала, что права человека служат основой безопасности каждого, а не препятствуют ей. Администрация Президента Буша и газета «Вашингтон Пост» выступили с критикой в адрес организации, когда в 2005 году Кан сравнила тюрьму США в Гуантанамо (Куба) с советским ГУЛАГом.
В первой половине нового десятилетия в поле внимания Amnesty International оказались насилие в отношении женщин, контроль за оборотом оружия в мире и тревога по поводу эффективности ООН. Члены и сторонники организации, число которых к 2010 году достигло 2 800 000 человек, продолжали отстаивать интересы узников совести . Amnesty International так же выступает в защиту прав узников совести в Китае, большинство из которых последователи духовной практики Фалунь Дафа, которые подвергаются жестокому обращению и насилию со стороны властей.
В июле 2017 г. в Турции одиннадцать правозащитников, в числе которых директор Amnesty International в Турции Идиль Эсер, были задержаны в районе Стамбула во время правозащитной конференции в одном из отелей. Их обвинили в поддержке террористической организации.

### Географическое распределение фронта работы
Согласно вышедшему в 2007 году пресс-релизу AI, организация признаёт, что основными адресатами её публикаций являются правительства. При этом не подразумевается, что правительства являются основными нарушителями прав человека, однако целью организации является изменение ситуации в этой области через правительственные органы (в частности, в первые годы работы AI в Колумбии её задачей было освещение исключительно правительственной деятельности, и лишь позже, когда задача была расширена, отчёты AI, посвящённые Колумбии, стали включать и критику действий незаконных военизированных формирований). В задачи организации не входит статистически верное представление нарушений прав человека в разных точках Земного шара. Непропорционально много внимания организация уделяет в своих отчётах странам с достаточно развитой демократией: низкий уровень государственного контроля обеспечивает свободный общественный диалог, который может в особенно острых ситуациях переходить в насилие, что в свою очередь ведёт к появлению новых отчётов AI и таких аналогичных организаций, как Human Rights Watch. Богатство стран и их военная мощь (но не население) положительно коррелируют с числом пресс-релизов и отчётов AI посвящённых этим странам, что связано с убеждённостью лидеров организации в том, что «большие страны» влияют на «маленькие» и что «рыба гниёт с головы». В свете этой позиции объяснимо особое внимание, уделяемое Международной Амнистией действиям Соединённых Штатов Америки; по словам менеджера организации, «действия США в Гуантанамо снижают планку намного сильней, чем аналогичная практика в Египте или Китае, [что оправдывает] повышенное внимание к внутренней политике США». Повышенное внимание AI, как показало статистическое исследование 2005 года, вызывают также страны, получающие военную помощь от США — в частности, Турция и Израиль.
Страны, чаще всего попадавшие в центр внимания отчётов и пресс-релизов AI с 1986 по 2000 год
| Место | Страна                            | Пресс-релизы | % от общего числа |
| ----- | --------------------------------- | ------------ | ----------------- |
| 1     | США                               | 136          | 4,24              |
| 2     | Израиль / Палестинские территории | 128          | 3,99              |
| 3     | Индонезия / Восточный Тимор       | 119          | 3,71              |
| 3     | Турция                            | 119          | 3,71              |
| 4     | КНР                               | 115          | 3,58              |
| 5     | Югославия / Сербия и Черногория   | 104          | 3,24              |
| 6     | Великобритания                    | 103          | 3,21              |
| 7     | Индия                             | 85           | 2,65              |
| 8     | СССР / Россия                     | 80           | 2,49              |
| 9     | Руанда                            | 64           | 2,00              |
| 10    | Шри-Ланка                         | 59           | 1,84              |

| Место | Страна                            | Отчёты | % от общего числа |
| ----- | --------------------------------- | ------ | ----------------- |
| 1     | Турция                            | 394    | 3,91              |
| 2     | СССР / Россия                     | 374    | 3,71              |
| 3     | КНР                               | 357    | 3,54              |
| 4     | США                               | 349    | 3,46              |
| 5     | Израиль / Палестинские территории | 323    | 3,21              |
| 6     | Южная Корея                       | 305    | 3,03              |
| 7     | Индонезия / Восточный Тимор       | 253    | 2,51              |
| 8     | Колумбия                          | 197    | 1,96              |
| 9     | Перу                              | 192    | 1,91              |
| 10    | Индия                             | 178    | 1,77              |

## В СССР
В СССР группа «Международной амнистии» существовала с 1974 по 1983 год. Её составили диссиденты и писатели Лариса Богораз, Владимир Войнович, Сергей Ковалёв, Александр Даниэль, Георгий Владимов, Владимир Корнилов, Юрий Орлов, Андрей Твердохлебов, Валентин Турчин. Все они подвергались преследованиям за правозащитную деятельность.
В январе 1991 года в Москву приехала сотрудница МА Марджори Фаркасон. За 15 месяцев ей удалось найти и оборудовать офис в центре Москвы и закрепить правовой статус организации, ставшей первым отделением Amnesty International в Восточной Европе.

## В России
Представительство Amnesty International в России и в настоящее время находится в Москве. Бывший глава российского представительства Сергей Никитин возглавлял российское представительство этой организации более 14 лет и в 2017 году вышел на пенсию, в связи с чем был объявлен конкурс на поиск нового руководителя.
Помимо обзорного материала, посвящённого происходящем в России событиям, московское представительство выпускает перевод ежегодного доклада Amnesty International, проводит различные мероприятия и протесты, например, проведение в 2014 году так называемого «балетного протеста» в поддержку соблюдения прав человека, а также выступает с заявлениями в поддержку различных гражданских активистов, например, Ильдара Дадина, обозначенного организацией как «узник совести».
В 2022 году Роскомнадзор заблокировал сайт организации за «размещение недостоверной общественно значимой информации» о вторжении России на Украину. 19 мая 2025 года Генпрокуратура объявила организацию «нежелательной» в России.

## Принципы
Важную роль в позиции Amnesty International имеет отношение к насилию. Если политический заключённый после справедливого рассмотрения дела осужден за действия, связанные с насилием, то Amnesty International не требует его освобождения.
При этом Amnesty International не высказывается по вопросу об оправданности насилия в конкретных обстоятельствах. Следует указать, что Amnesty International не является принципиальным противником использования насилия для достижения политических целей во всех случаях, поскольку в преамбуле Всеобщей декларации прав человека говорится, что «необходимо, чтобы права человека охранялись властью закона в целях обеспечения того, чтобы человек не был вынужден прибегать, в качестве последнего средства, к восстанию против тирании и угнетения».
Amnesty International не поддерживает и не осуждает в принципе применение насилия оппозиционными группами, равно как и не поддерживает и не осуждает действия властей, осуществляющих вооружённую борьбу с вооружёнными оппозиционными движениями. Однако Amnesty International призывает как власти, так и вооружённые оппозиционные группы соблюдать определённые минимальные гуманитарные принципы. Если оппозиционная группа пытает или убивает пленённых ею людей, захватывает заложников или совершает преднамеренные убийства невинных людей, то Amnesty International осуждает такие действия
.

## Деятельность

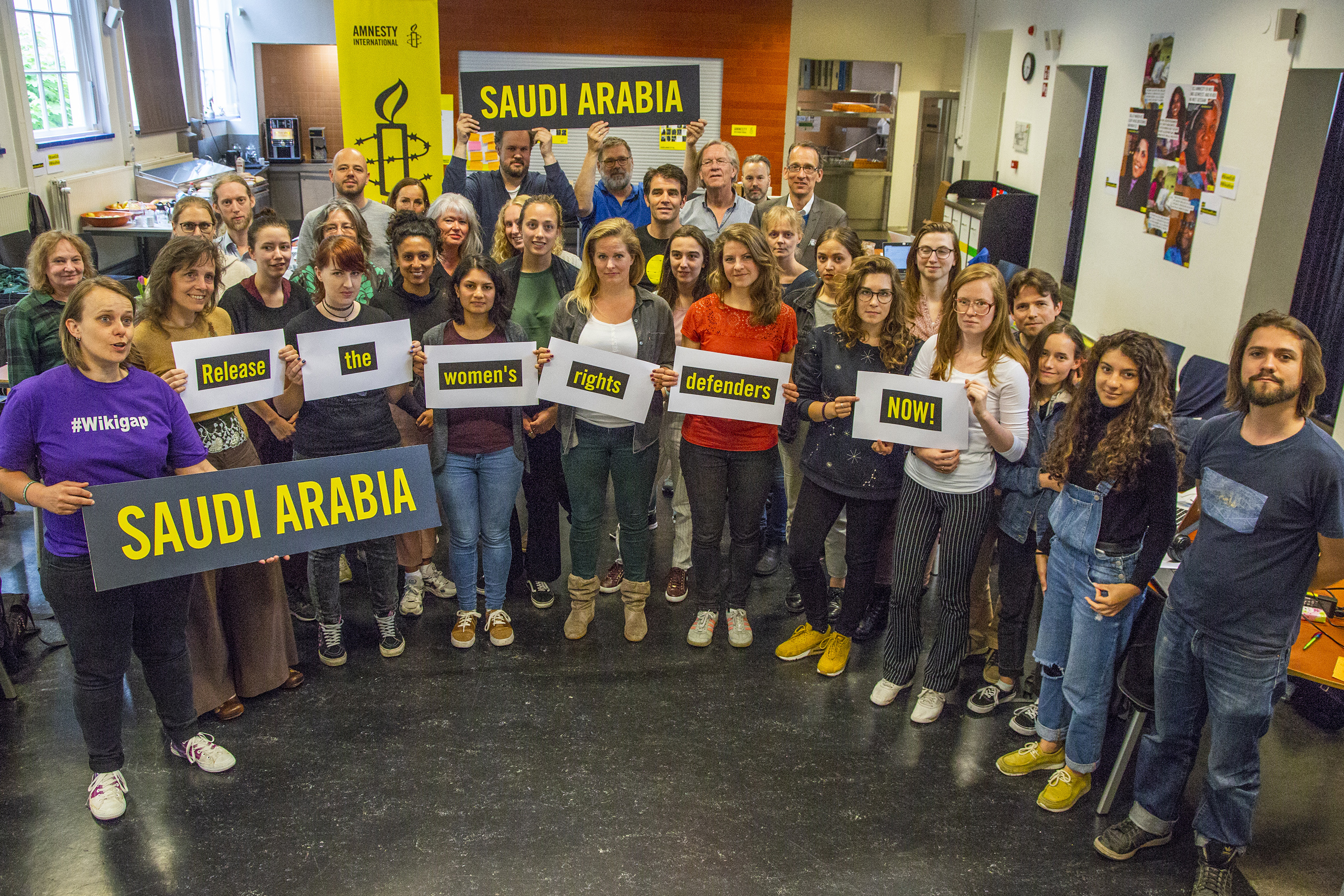
2018

Amnesty International работает по семи главным направлениям: права женщин, права детей, искоренение пыток и отмена смертной казни, права беженцев, права узников совести, защита человеческого достоинства. Помимо прочих организация преследует следующие конкретные цели: отменить смертную казнь; покончить с внесудебными казнями и «исчезновениями»; обеспечить соответствие условий содержания в тюрьмах международным стандартам в области прав человека; гарантировать своевременные и справедливые судебные разбирательства по делам всех политических заключённых; гарантировать бесплатное образование детям во всём мире; бороться с безнаказанностью через органы судебно-правовой системы; положить конец вербовке и использованию детей-солдат; освободить всех узников совести; укреплять экономические, социальные и культурные права обездоленного населения; защищать интересы правозащитников; поощрять религиозную терпимость; прекратить пытки и жестокое обращение; покончить с незаконными убийствами в условиях вооружённых конфликтов и защищать права беженцев, мигрантов и просителей убежища.
Работа Amnesty International нацелена не только на правительства, но и на неправительственные организации и частных лиц (негосударственных субъектов).
Для достижения перечисленных целей Amnesty International выработала ряд методов, позволяющих добиться широкой огласки информации и мобилизовать общественное мнение. Одной из своих сильнейших сторон организация считает публикацию беспристрастных, достоверных докладов. Сбор материалов для докладов осуществляется посредством бесед с потерпевшими и должностными лицами, наблюдения на судебных процессах, работы с правозащитниками на местах и отслеживания сообщений СМИ. Организация стремится своевременно выпускать пресс-релизы, а также публикует информацию в новостных бюллетенях и на веб-сайтах. Кроме того, для изучения ситуации в стране она направляет туда официальные делегации, которые действуют вежливо, но настойчиво.
Мобилизация общественного мнения может осуществляться в форме кампаний в защиту конкретных лиц, кампаний по стране либо тематических кампаний. При этом применяются разнообразные методы, такие как прямые обращения (например, написание писем), работа со СМИ, привлечение внимания общественности и демонстрации. Нередко сбор средств становится неотъемлемой частью кампаний.
В ситуациях, требующих её неотложного внимания, Amnesty International привлекает участников действующих сетей срочной помощи или кризисных сетей; в остальных случаях она прибегает к помощи своих членов. По мнению организации, одной из сильнейших её сторон являются многочисленные людские ресурсы.
На фоне охватившего весь мир финансово-экономического кризиса, с мая 2009 года Amnesty International начала новую кампанию «За достойное отношение!». Её цель — положить конец бедности во всём мире, добиться признания и защиты прав бедных. Эта кампания затрагивает все человеческие права, так как именно совокупность нарушений гражданских, культурных, экономических, политических и социальных прав ведёт к бедности и её усугублению.

### Программное обеспечение
В ноябре 2014 Amnesty International выпустила антивирусную программу Detekt, предназначенную для выявления вредоносного ПО, распространяемого государственными учреждениями для слежки за гражданскими активистами и политическими оппонентами. Антивирус выполняет более глубокое сканирование жёсткого диска, нежели обычные антивирусы.

## Структура организации

Секции Amnesty International, 2005 год

Секции Amnesty International, 2012 год

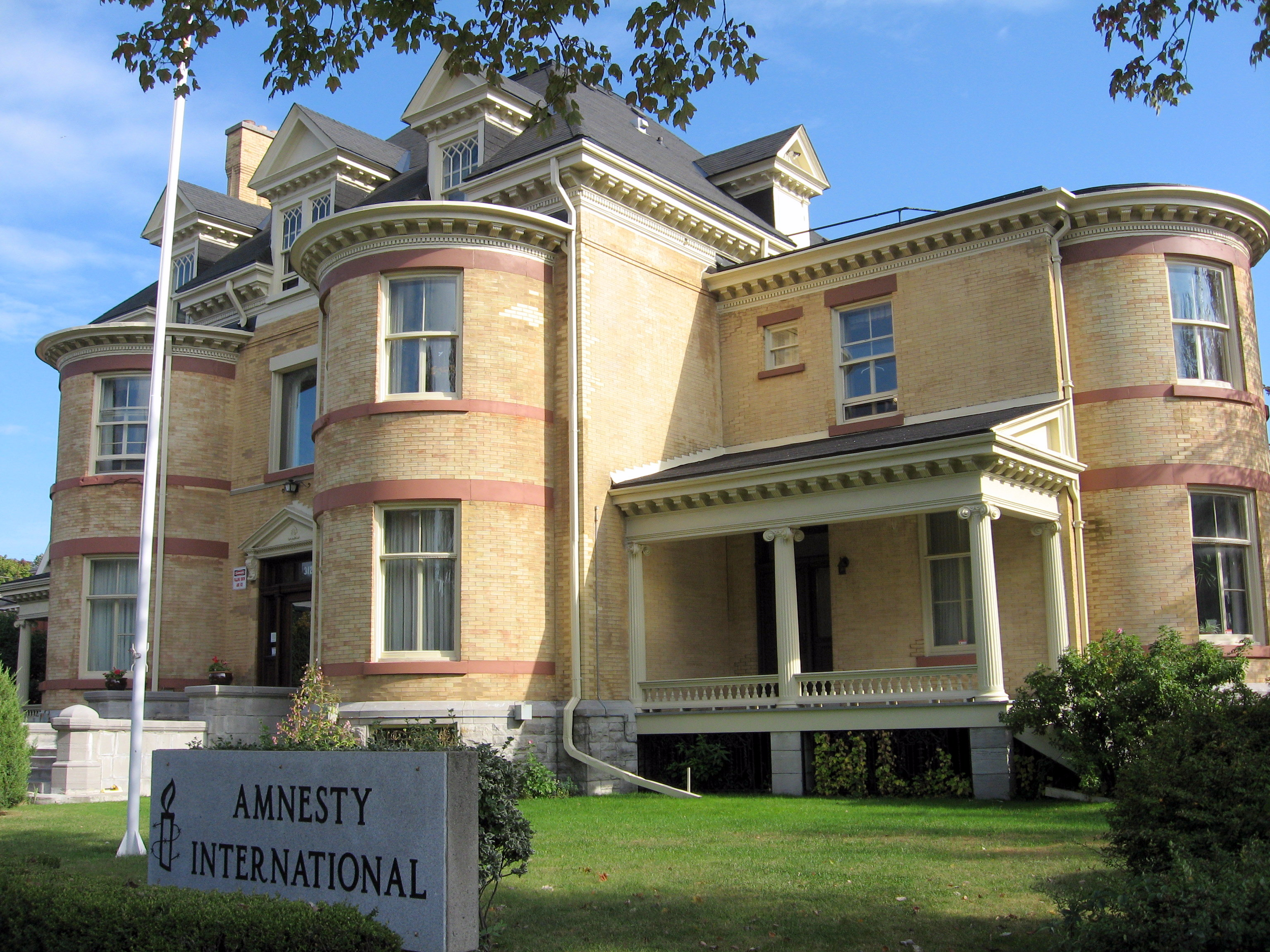
Канадская штаб-квартира AI в Оттаве (Канада)